# Tipula (Emodotipula) leo
Tipula (Emodotipula) leo is een tweevleugelige uit de familie langpootmuggen (Tipulidae). De soort komt voor in het Palearctisch gebied.